# Чурулька
Чурулька — река в России, протекает по Каргасокскому району Томской области. Устье реки находится в 92 км по левому берегу реки Чижапка. Длина реки составляет 19 км.

## Данные водного реестра
По данным государственного водного реестра России относится к Верхнеобскому бассейновому округу, водохозяйственный участок реки — Васюган, речной подбассейн реки — Васюган. Речной бассейн реки — (Верхняя) Обь до впадения Иртыша.
Код объекта в государственном водном реестре — 13010800112115200032656.